# Arrondissement de Niaming
L'arrondissement de Niaming est l'un des arrondissements du Sénégal. Il est situé dans le département de Médina Yoro Foulah et la région de Kolda, en Casamance, dans le sud du pays.
Il a été créé par un décret du 10 juillet 2008.
Il compte trois communautés rurales :
- Communauté rurale de Niaming
- Communauté rurale de Dinguiraye (Kolda)
- Communauté rurale de Kéréwane

Son chef-lieu est Niaming.